# 牛头城遗址
牛头城遗址，位于中国甘肃省临潭县，为一个省级文物保护单位，类型为古遗址。
牛头城遗址的历史年代为唐代。